# La Verte des Houches
La Verte des Houches è una pista sciistica situata a Les Houches, poco distante da Chamonix-Mont-Blanc, in Francia. Sul pendio, che si snoda sulla Tête de la Charme, si tengono gare di discesa libera e di slalom speciale della Coppa del Mondo di sci alpino.

## Storia
Il pendio ha ospitato varie tappe della Coppa del Mondo di sci alpino (fin dalla stagione 1967-1968) e le discese libere dei Mondiali del 1937 e Mondiali del 1962 (solo maschili).

## Tracciato
Il tracciato di gara è caratterizzato dalla frequente presenza di tratti molto ghiacciati ("ghiaccio verde", nel gergo sciistico: da qui il nome) e prevede passaggi altamente tecnici e diversi salti.

## Podi
Si riportano i podi relativi alle massime competizioni internazionali disputati sulla Verte des Houches.

### Uomini

#### Discesa libera
| Data             | Competizione             | Primo               | Secondo                               | Terzo              |
| ---------------- | ------------------------ | ------------------- | ------------------------------------- | ------------------ |
| 13 febbraio 1937 | Campionati mondiali 1937 | Émile Allais        | Maurice Lafforgue Giacinto Sertorelli |                    |
| 18 febbraio 1962 | Campionati mondiali 1962 | Karl Schranz        | Émile Viollat                         | Egon Zimmermann    |
| 24 febbraio 1968 | Coppa del Mondo 1968     | Bernard Orcel       | Kurt Huggler                          | Guy Périllat       |
| 29 gennaio 1994  | Coppa del Mondo 1994     | Kjetil André Aamodt | Jean-Luc Crétier                      | Hannes Trinkl      |
| 11 gennaio 1997  | Coppa del Mondo 1997     | Kristian Ghedina    | Atle Skårdal                          | Werner Franz       |
| 8 gennaio 2000   | Coppa del Mondo 2000     | Hermann Maier       | Stephan Eberharter                    | Hannes Trinkl      |
| 10 gennaio 2004  | Coppa del Mondo 2004     | Stephan Eberharter  | Lasse Kjus                            | Michael Walchhofer |
| 8 gennaio 2005   | Coppa del Mondo 2005     | Hans Grugger        | Kristian Ghedina                      | Michael Walchhofer |
| 26 gennaio 2008  | Coppa del Mondo 2008     | Marco Sullivan      | Didier Cuche                          | Andrej Jerman      |
| 29 gennaio 2011  | Coppa del Mondo 2011     | Didier Cuche        | Dominik Paris                         | Klaus Kröll        |
| 3 febbraio 2012  | Coppa del Mondo 2012     | Klaus Kröll         | Bode Miller                           | Didier Cuche       |
| 4 febbraio 2012  | Coppa del Mondo 2012     | Jan Hudec           | Romed Baumann                         | Erik Guay          |
| 20 febbraio 2016 | Coppa del Mondo 2016     | Dominik Paris       | Steven Nyman                          | Beat Feuz          |

#### Slalom speciale
| Data             | Competizione         | Primo                | Secondo              | Terzo               |
| ---------------- | -------------------- | -------------------- | -------------------- | ------------------- |
| 30 gennaio 1975  | Coppa del Mondo 1975 | Gustav Thöni         | Ingemar Stenmark     | Hansi Hinterseer    |
| 12 febbraio 1978 | Coppa del Mondo 1978 | Phil Mahre           | Ingemar Stenmark     | Paolo De Chiesa     |
| 27 gennaio 1980  | Coppa del Mondo 1980 | Ingemar Stenmark     | Bojan Križaj         | Christian Orlainsky |
| 30 gennaio 1994  | Coppa del Mondo 1994 | Alberto Tomba        | Thomas Fogdö         | Thomas Sykora       |
| 12 gennaio 1997  | Coppa del Mondo 1997 | Thomas Sykora        | Thomas Stangassinger | Martin Hansson      |
| 9 gennaio 2000   | Coppa del Mondo 2000 | Angelo Weiss         | Kjetil André Aamodt  | Matjaž Vrhovnik     |
| 11 gennaio 2004  | Coppa del Mondo 2004 | Giorgio Rocca        | Pierrick Bourgeat    | Bode Miller         |
| 9 gennaio 2005   | Coppa del Mondo 2005 | Giorgio Rocca        | Benjamin Raich       | Markus Larsson      |
| 8 febbraio 2020  | Coppa del Mondo 2020 | Clément Noël         | Timon Haugan         | Adrian Pertl        |
| 30 gennaio 2021  | Coppa del Mondo 2021 | Clément Noël         | Ramon Zenhäusern     | Marco Schwarz       |
| 31 gennaio 2021  | Coppa del Mondo 2021 | Henrik Kristoffersen | Ramon Zenhäusern     | Sandro Simonet      |
| 4 febbraio 2023  | Coppa del Mondo 2023 | Ramon Zenhäusern     | AJ Ginnis            | Daniel Yule         |
| 4 febbraio 2024  | Coppa del Mondo 2024 | Daniel Yule          | Loïc Meillard        | Clément Noël        |

#### Combinata/Supercombinata
| Data             | Competizione         | Primo               | Secondo             | Terzo                          |
| ---------------- | -------------------- | ------------------- | ------------------- | ------------------------------ |
| 30 gennaio 1994  | Coppa del Mondo 1994 | Kjetil André Aamodt | Lasse Kjus          | Harald Christian Strand Nilsen |
| 12 gennaio 1997  | Coppa del Mondo 1997 | Günther Mader       | Kjetil André Aamodt | Bruno Kernen                   |
| 9 gennaio 2000   | Coppa del Mondo 2000 | Kjetil André Aamodt | Hermann Maier       | Paul Accola                    |
| 11 gennaio 2004  | Coppa del Mondo 2004 | Bode Miller         | Benjamin Raich      | Lasse Kjus                     |
| 3 febbraio 2006  | Coppa del Mondo 2006 | Benjamin Raich      | Rainer Schönfelder  | Bode Miller                    |
| 27 gennaio 2008  | Coppa del Mondo 2008 | Bode Miller         | Ivica Kostelić      | Rainer Schönfelder             |
| 30 gennaio 2011  | Coppa del Mondo 2011 | Ivica Kostelić      | Natko Zrnčić-Dim    | Aksel Lund Svindal             |
| 4 febbraio 2012  | Coppa del Mondo 2012 | Romed Baumann       | Alexis Pinturault   | Beat Feuz                      |
| 19 febbraio 2016 | Coppa del Mondo 2016 | Alexis Pinturault   | Dominik Paris       | Thomas Mermillod Blondin       |

#### Slalom parallelo
| Data            | Competizione         | Primo         | Secondo       | Terzo            |
| --------------- | -------------------- | ------------- | ------------- | ---------------- |
| 9 febbraio 2020 | Coppa del Mondo 2020 | Loïc Meillard | Thomas Tumler | Alexander Schmid |

### Donne

#### Discesa libera
| Data             | Competizione             | Prima                 | Seconda               | Terza              |
| ---------------- | ------------------------ | --------------------- | --------------------- | ------------------ |
| 13 febbraio 1937 | Campionati mondiali 1937 | Christl Cranz         | Nini Arx-Zogg         | Käthe Grasegger    |
| 23 febbraio 1968 | Coppa del Mondo 1968     | Nancy Greene          | Christl Haas          | Divina Galica      |
| 25 gennaio 1973  | Coppa del Mondo 1973     | Annemarie Moser-Pröll | Wiltrud Drexel        | Jacqueline Rouvier |
| 31 gennaio 1975  | Coppa del Mondo 1975     | Bernadette Zurbriggen | Annemarie Moser-Pröll | Marie-Theres Nadig |

#### Slalom gigante
| Data             | Competizione         | Prima           | Seconda     | Terza      |
| ---------------- | -------------------- | --------------- | ----------- | ---------- |
| 22 dicembre 1981 | Coppa del Mondo 1982 | Élisabeth Chaud | Irene Epple | Erika Hess |

#### Slalom speciale
| Data            | Competizione         | Prima           | Seconda          | Terza          |
| --------------- | -------------------- | --------------- | ---------------- | -------------- |
| 26 gennaio 1973 | Coppa del Mondo 1973 | Marilyn Cochran | Rosi Mittermaier | Monika Kaserer |